# 天主教弗洛里亚诺波利斯总教区
天主教弗洛里亞波利斯總教區（拉丁語：Archidioecesis Florianopolitana）是羅馬天主教在巴西的一個教省總教區，下轄九個教區。
1908年3月19日成立教區，1927年1月17日升為總教區。總教區包括聖卡塔琳娜州東部廿一市。2006年有教友1,080,000人，佔轄區總人口78.0。教區下轄六十四個堂區，有185名司鐸。現任教區總主教為威爾遜·達陡·約恩克。